# Державін Андрій Володимирович
Андрій Володимирович Державін (рос. Андрей Владимирович Державин; нар. 20 вересня 1963, Ухта, Комі АРСР, СРСР) — радянський російський музикант, співак, композитор, аранжувальник. Колишній лідер гурту «Сталкер» та клавішник «Машина часу» (2000-2017). Підписант листа на підтримку політики президента Росії Володимира Путіна щодо російської військової інтервенції в Україну, фігурант бази «Миротворець». Підтримав російське вторгнення в Україну. 

## Життєпис
Андрій Державін народився 20 вересня 1963 року в місті Ухта, Комі АРСР. Батько — Володимир Дмитрович Державін (нар. 24 липня 1942) уродженець Міаса Челябінської області, мати — Галина Костянтинівна Державіна (1937-2013), уродженка міста Енгельс Саратовської області. У Андрія Державіна є сестра Наталія Державіна (нар. 12 лютого 1971).
Закінчив музичну школу по класу фортепіано. Випускник Ухтинского індустріального інституту, єдиного на той момент вишу в місті. Грати у самодіяльних музичних гуртах почав зі шкільних років (клавіші, гітара).

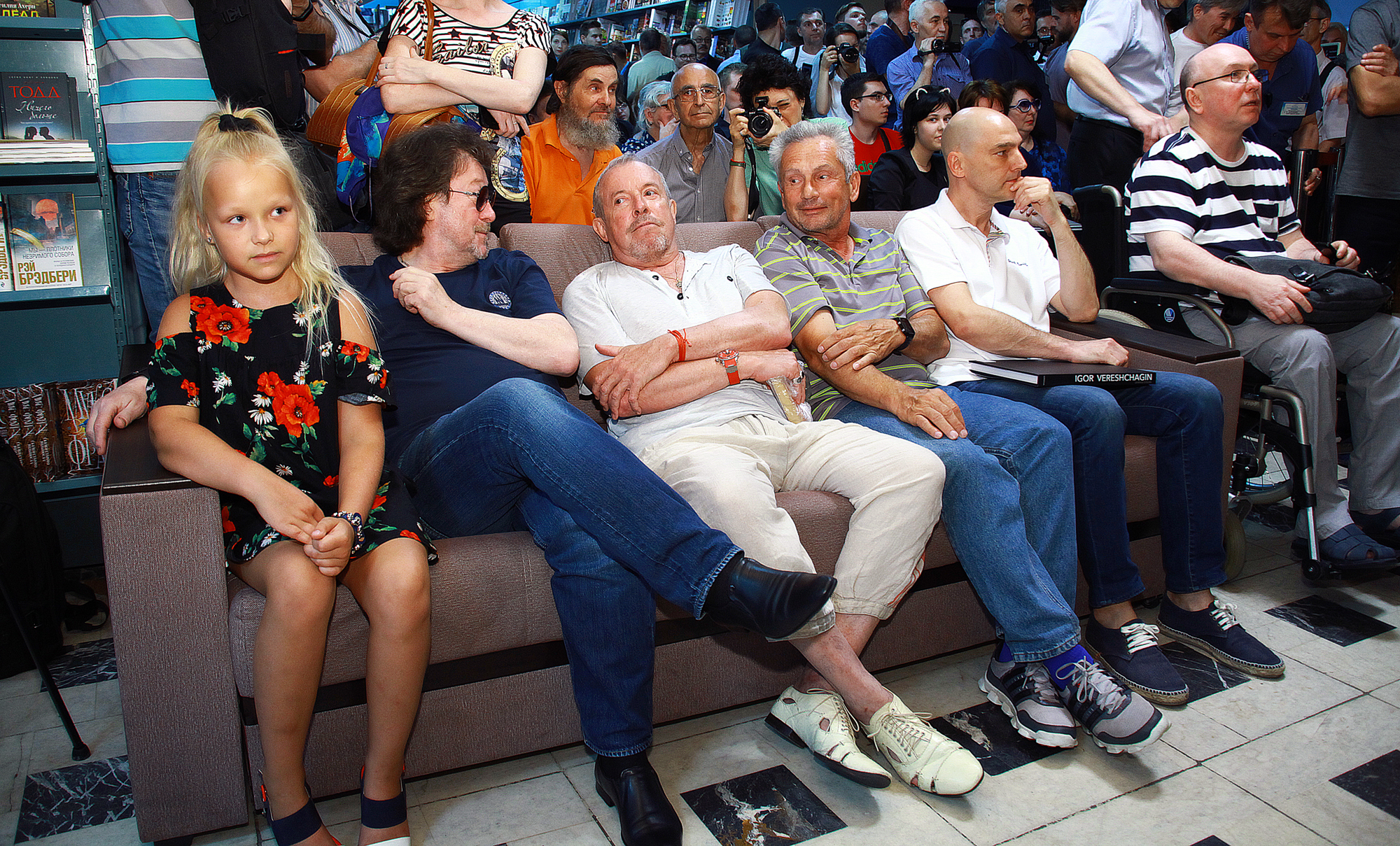
Під час презентації фотоальбому Ігоря Верещагіна. 1 серпня 2017

7 липня 1985 року Державін разом зі своїм однокурсником Сергієм Костровим створив гурт «Сталкер». У той час до складу гурту входили: Андрій Державін — автор музики, клавішні інструменти, аранжування, вокал; Сергій Костров — автор текстів пісень та звукооператор; Олександр Чувашєв — ударні інструменти, бек-вокал; Віталій Ліхтенштейн — клавішні інструменти, бек-вокал. 17 липня 1985 року була записана перша пісня під назвою «Звёзды». Пізніше назву «Звёзды» було дано й першому магнітоальбому. У 1986 році гурт «Сталкер» був зарахований до штату Сиктивкарський філармонії, та розпочав гастролі по країні.
У 1989 році брав участь у записі альбому «Танцы на крыше» Олександра Кутікова. На початку 1990-х років працював музичним редактором у журналі «Комсомольськая жизнь», та був ведучим передачі «Шире круг».
У 1992 році гурт «Сталкер» розпався. Сергій Костров почав займатися власним проектом під назвою «Лолита», але пізніше знову почав співпрацювати з Андрієм Державіним. Їх остання спільна творчість, хіт диско-епохи під назвою «Не плачь, Алиса» був удостоєний нагороди конкурсу «Пісня року—90».
У 1990-х роках займався сольною кар'єрою. Державін написав композиції «Песня про брата» та «Чужая свадьба», за які отримав диплом лауреата конкурсу «Пісня року—94».
З 2000 по 2017 рік грав на клавішних у гурті «Машина времени».

## Позиція стосовно України
У березні 2014 року підписав листа на підтримку політики президента Росії Володимира Путіна щодо російської військової інтервенції в Україну. Це було однією з причин звільнення з гурту «Машина часу».

## Сім'я
Державін зі своєю дружиною Оленою (Шахутдінова, нар. 1964) познайомився ще в інституті. Ще під час навчання вони одружилися. У подружжя є син Владислав Державін (нар. 1986) — вокаліст, гітарист та засновник гурту «Stinkie», та дочка Ганна Державіна (нар. 2005).

## Доробок

### Дискографія
| Зі «Сталкером» - 1986 — «Звёзды» - 1988 — «Новости из первых рук» - 1989 — «Жизнь в придуманном мире» - 1991 — «Не плачь, Алиса!» | Сольні альбоми - 1994 — «Лучшие песни» - 1996 — «Сам по себе» - 2016 — «Избранное» | З Олександром Кутіковим - 1989, 1996 — «Танцы на крыше» | З «Машиною часу» - 2001 — «50 лет на двоих» - 2001 — «Место, где свет» - 2004 — «Машинально» - 2004 — «Неизданное 2» - 2005 — «Kremlin Rocks!» - 2007 — «Time Machine» - 2009 — «Машины не парковать» - 2009 — «Машинопись» - 2010 — «День 14810-й» - 2016 — «Вы» | З Євгеном Маргулісом - 1998, 2001 — «7+1» - 2007 — «Продолжение следует» - 2009 — «Письма» |

### Фільмографія
| Композитор - 2003 — «Танцюрист» - 2005 — «Ну, постривай!» (мультфільм, 19 та 20 серії) - 2007 — «Лузер» - 2009 — «Циганки» (серіал) - 2010 — «Одружити мільйонера» (серіал) - 2010 — «Пригоди Котеняти та його друзів» (мультсеріал). - 2006—2012 — «Дивовижні пригоди Хоми» (мультсеріал). | Актор - 2006 — «Я повернусь» (документальний про Ігоря Талькова) - 2008 — «Ділки. Бути разом» — камео - 2009 — «Чоловік в моїй голові» — камео |